# Josef Ressel

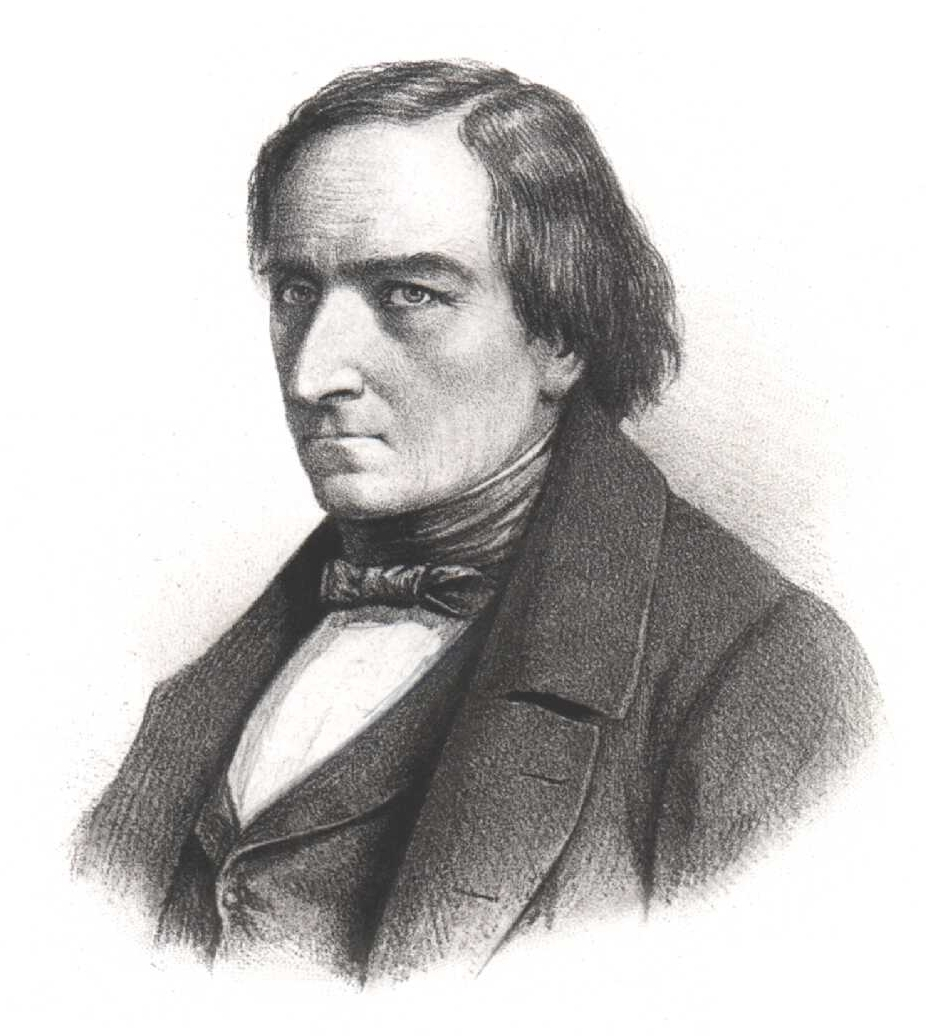
Josef Ressel

Josef Ludwig Franz Ressel (tschechisch Josef Ludvík František Ressel; slowenisch Jože Ressel, * 29. Juni 1793 in Chrudim, Königreich Böhmen, Heiliges Römisches Reich; † 9. Oktober 1857 in Laibach, Herzogtum Krain, Kaisertum Österreich) war ein österreichischer Forstbeamter und Erfinder.
Ressel war einer der Erfinder des Schiffspropellers (neben John Ericsson und Francis Pettit Smith; Robert Fulton und David Bushnell hatten bereits handbetriebene Propeller an ihren U-Booten), und zwar derjenige, der ihn zur technischen Reife brachte. Damals schon wurde dieser wegen seiner Ähnlichkeit mit der Archimedischen Schraube auch als Schiffsschraube bezeichnet.

## Leben und Wirken

### Ausbildung und Studium

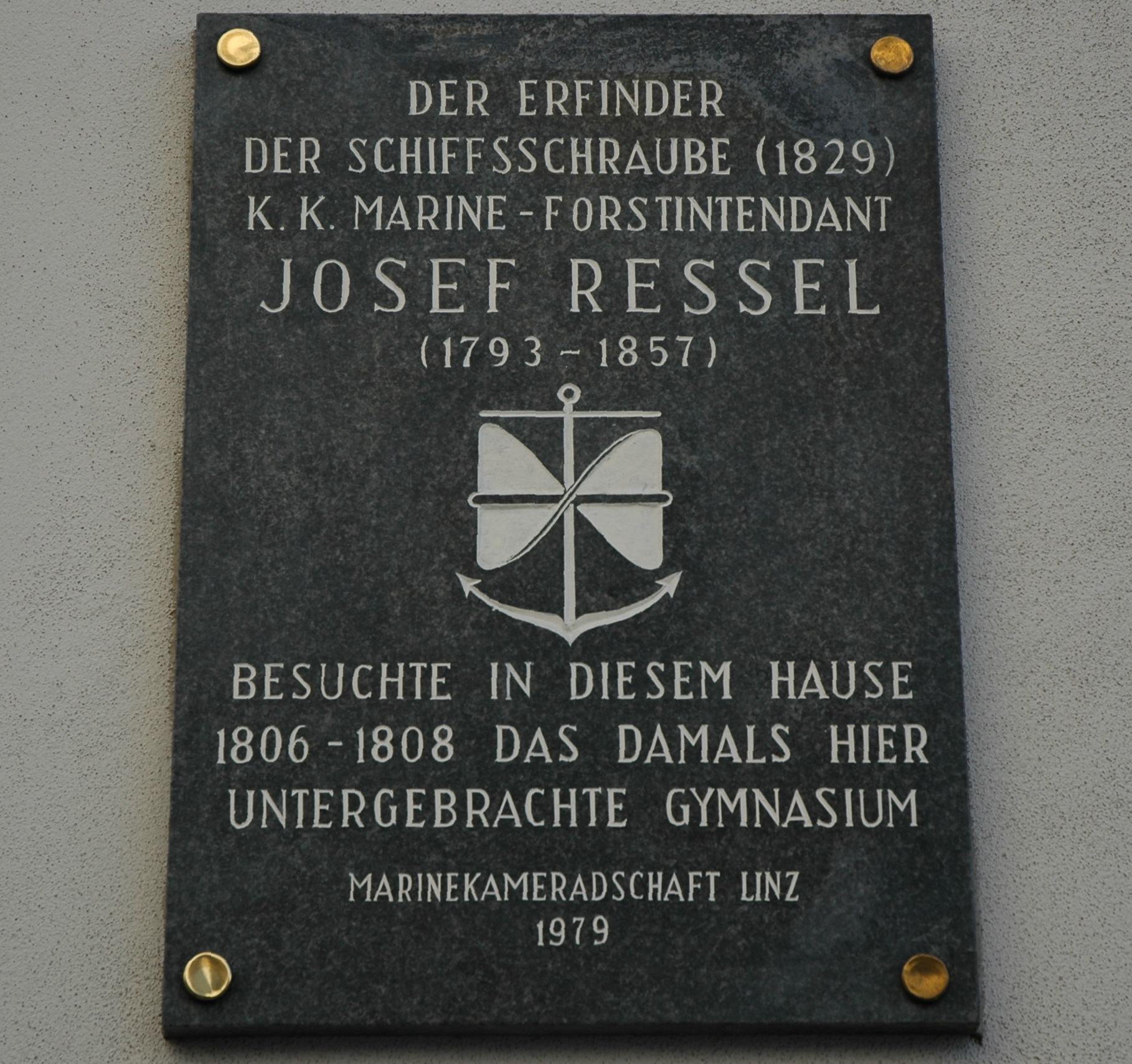
Gedenktafel am ehemaligen Gymnasium am Linzer Pfarrplatz, das er besuchte

Josef Ressel, Sohn des aus dem Bezirk Friedland stammenden, in Chrudim ansässigen deutschböhmischen k.k. Mauteinnehmers Anton Hermann Ressel (* 1762) und dessen tschechischer Ehefrau Marie Anna Konvičková, besuchte ab 1806 das Gymnasium in Linz, Oberösterreich, und war von 1809 bis 1811 Zögling der Landes-Artillerieschule in Budweis. Seiner schwachen körperlichen Konstitution wegen war er jedoch als Soldat nicht zu gebrauchen. Von 1812 bis 1814 studierte er an der (damals noch technische Fächer lehrenden) Universität Wien unter anderem Mechanik, Hydraulik und Zivilarchitektur. Bereits in seiner Wiener Zeit, 1812, entwarf er einen Propeller als Antriebsmöglichkeit für Schiffe. Da Ressels Eltern im Zuge der napoleonischen Kriegswirren verarmten, konnte er zur weiteren Vertiefung seiner Interessen das neue, im November 1815 eröffnete k.k. polytechnische Institut nicht mehr besuchen. Er bewarb sich um ein Stipendium an der Forstakademie Mariabrunn, wurde aber als „zu schwach“ abgelehnt. Ein aus Chrudim stammender Leibdiener bei Kaiser Franz I. präsentierte diesem eine von Ressel gezeichnete lebensechte Skizze der Völkerschlacht von Leipzig. Der Kaiser war davon so angetan, dass er Ressel ein Stipendium aus seiner Privatschatulle bezahlte – und Ressel schloss das Studium 1817 mit Prädikat ab.
Ressel erhielt nach seiner Ausbildung einen Posten als Distriktförster in Pletriach (slowenisch Pleterje) in der Unterkrain und war dadurch zuständig für 1/3 aller unterkrainer Wälder. Er war ein Verfechter des forstlichen Nachhaltigkeits-Prinzips und gab Anregungen für die Karstaufforstung. Nach dem Wiener Kongress (1814/15), mit dem nach Triest auch Venedig unter österreichische Herrschaft gekommen war, wurde vom Kaisertum Österreich die k.k. Kriegsmarine im Mittelmeer aufgebaut. Als Holzlieferanten für die kaiserlichen Werften wurden große Wälder angelegt, die von österreichischen Forstbeamten beaufsichtigt und gepflegt wurden, darunter Josef Ressel. 1821 wurde er zum kaiserlich königlichen Marineforstintendanten der küstenländischen Domäneninspektion in Triest ernannt. Aus Eichenbeständen wurden etwa Krummhölzer für Spanten und andere Schiffskonstruktionsteile gewonnen. Vorgesetzten gegenüber machte er wiederholt Verbesserungsvorschläge etwa für neue Berechnungsformeln, Messinstrumente, Wegenetze und galt daher bei ihnen bald als Störenfried. In seiner Freizeit arbeitete er weiter an seinem Schiffspropeller. Durch die Versetzung in die Hafenstadt Triest eröffnete sich für Ressel auch die Möglichkeit, seine Modellversuche in der Praxis fortzusetzen. Allerdings stieß er bei Schiffseignern und Reedern auf breite Ablehnung, die weiter auf Segel oder Schaufelrad als Antrieb setzen wollten.

### Erfolgreiche Versuche …
Die italienischen Kaufleute Julian und Tossitti überließen Ressel gegen das Versprechen, die Herstellungskosten für die Schiffsschraube selbst zu übernehmen, eine abgetakelte Bark. Er ließ bei dem Mechaniker Hermann eine Schiffsschraube mit einem Durchmesser von einem halben Meter bauen. Die praktischen Versuche mit dieser durch eine Handkurbel angetriebene Schraube verliefen erfolgreich. Am 11. Februar 1827 erhielt Ressel in Österreich ein Patent (Privilegium) auf
die Erfindung eines, einer Schraube ohne Ende gleichenden Rades, welches 1) im Wasser von irgendeiner äußeren Tribkraft in Bewegung gesetzt, zum Fortziehen der Schiffe auf dem Meere, auf Seen, und selbst auf Flüssen, dann 2) bey Schiffe und Windmühlen, als Triebrad anwendbar sey.
Seine Bemühungen um Finanzierung des Patents scheiterten ebenso wie der Versuch der Gründung einer österreichischen Schraubendampfschiffahrts-Gesellschaft.

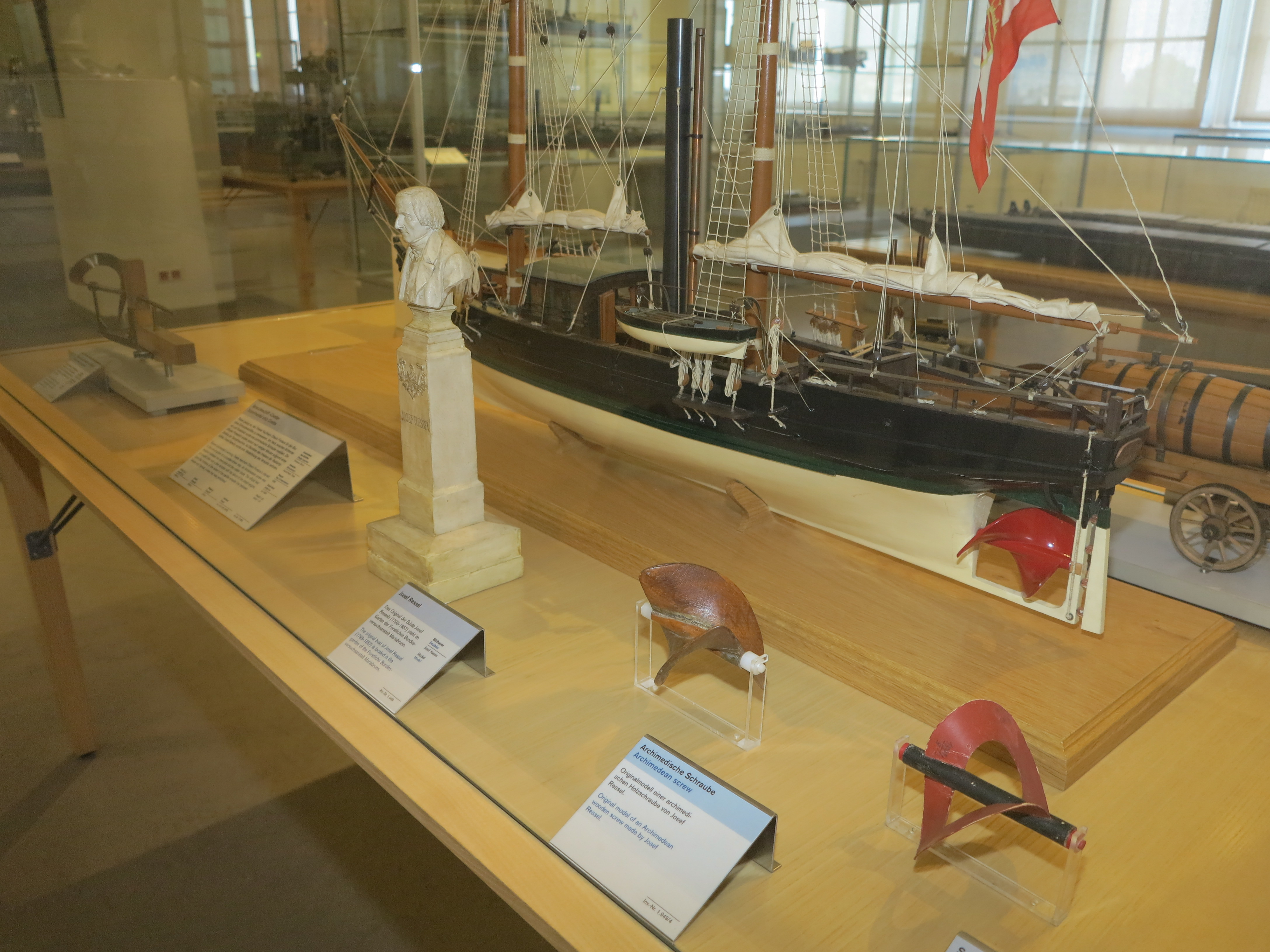
Ressels erste funktionierende Schiffsschraube, Modell Technisches Museum Wien

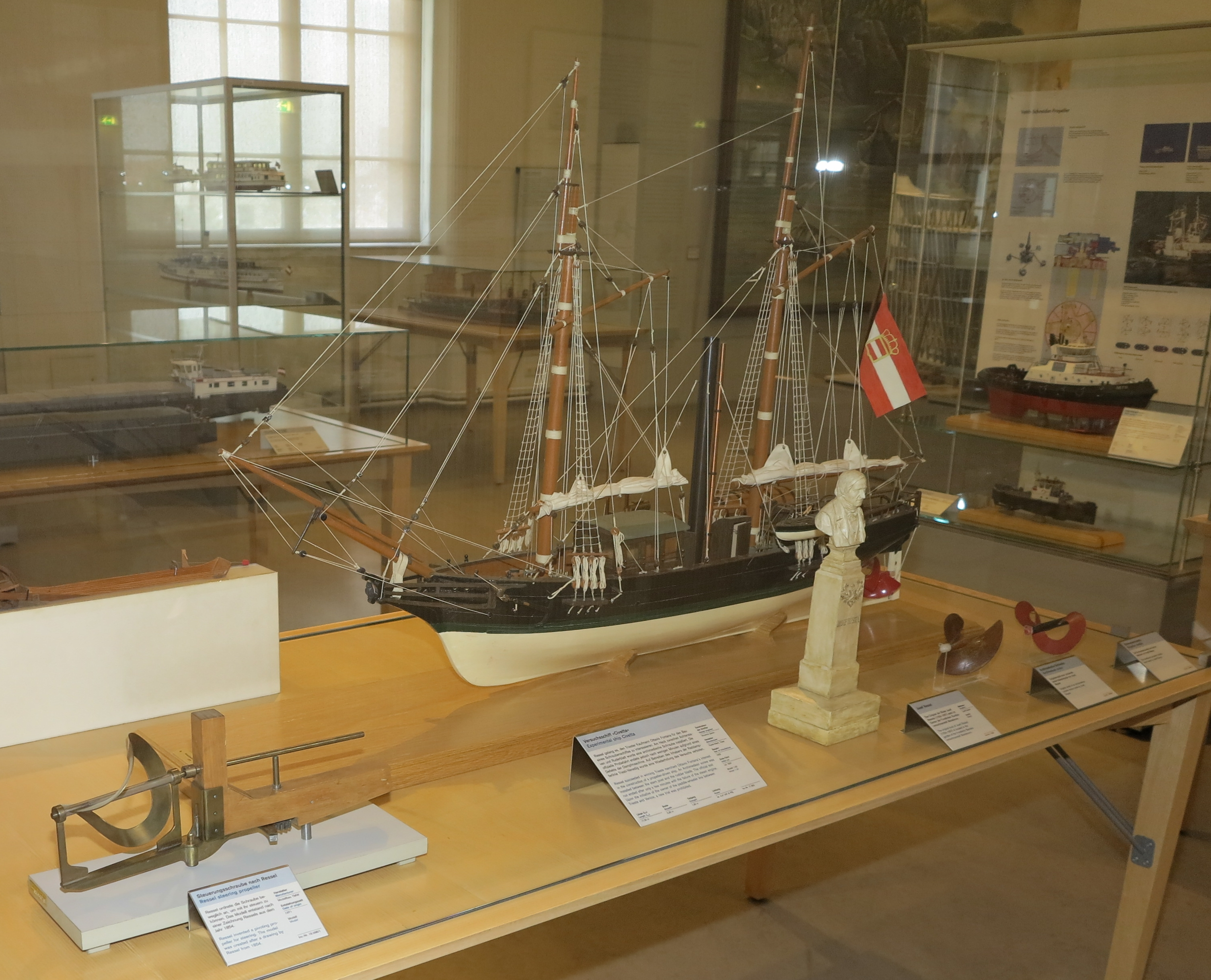
Versuchsschiff Civetta (Modell) – Technisches Museum Wien

Enttäuscht zog sich Ressel in sein Forstamt zurück. Im April 1829 unternahm er eine Reise nach Paris und ließ dort erneut eine Schiffsschraube bauen, die er einem begeisterten Publikum erfolgreich vorstellte. Da er es aber versäumt hatte, mit der ausführenden französischen Firma einen Vertrag über die Nutzung der Schraube zu schließen, bemächtigten sich andere seiner Erfindung, ohne ihn am Erfolg zu beteiligen.
In Österreich wurde man auf Ressels Erfindung nach den Pariser Erfolgen erneut aufmerksam. In Triest wurde 1827–1829 in der Werft von Odorico Panfilli das von einer sechs PS (4,4 kW) starken Dampfmaschine mittels einer Resselschraube mit 1,58 m Durchmesser angetriebene Dampfschiff Civetta (ital. für Eule) erbaut. Das Schiff hatte Experimentalcharakter und kann als Segeldampfer betrachtet werden. Die erste Versuchsfahrt am 1. Juli jenes Jahres verlief mit einer Geschwindigkeit von sechs Knoten (11 km/h) zunächst erfolgreich, musste allerdings nach dem Bruch eines weichgelöteten Dampfrohres abgebrochen werden. Nach diesem Fehlschlag erreichten die Kritiker Ressels beim Polizeichef von Triest ein Verbot der Reparatur der Maschine sowie die Untersagung weiterer Versuche mit der Civetta. Ressel prozessierte zwar sofort gegen das Verbot, der Prozess zog sich aber über Jahre hin, und die Gerichtskosten ruinierten ihn. Außerdem wurde er von Triest zu einer neuen Dienststelle im Landesinneren (Motovun in Istrien) versetzt.

### … ohne Anerkennung
Als 1840 der britische Schraubendampfer „Archimedes“ nach Triest kam, reiste Ressel erneut in die Stadt. Er fand bei dem von Francis Pettit Smith im Jahre 1838 gebauten Schiff seine Ideen und Vorstellungen umgesetzt, ohne selbst die gebührende Anerkennung erzielt zu haben. Verbittert trat Ressel die Heimreise an.
Smith hatte zwar wesentlichen Anteil an der Einführung und Verbreitung der Schiffsschraube in der Hochseeschifffahrt, war aber nicht deren Erfinder. Deshalb schrieb die britische Regierung 1852 einen Preis von 20.000 Pfund Sterling für den „wahren Erfinder der Schiffsschraube“ aus, der dann allerdings seine Erfindung auch beweisen musste. Ressel schickte daraufhin alle seine Unterlagen an die britische Admiralität nach London, erhielt jedoch nie eine Antwort. Auf Anfrage im diplomatischen Weg wurde mitgeteilt, dass die Unterlagen „verlorengegangen“ seien. Der Preis wurde schließlich unter fünf Briten aufgeteilt.
Enttäuscht zog sich Josef Ressel völlig zurück, blieb Forstbeamter – er bezeichnete sich selbst als „Förster ohne Wald“ – und starb während einer Dienstreise in Laibach an Malaria (nach anderen Quellen an Typhus), wo er im damaligen Gasthof Bayrischen Hof (heute nur mehr Areal „Bavarski dvor“) eingekehrt und mit Schüttelfrost der Gaststube ferngeblieben war.
Begraben wurde er 600 m nordöstlich davon im ehemaligen St. Christoph-Friedhof (slowenisch: pokopališče pri sv. Krištofu), der 1926 stillgelegt und 1955 zerstört wurde. Von 1936 bis 1940 wurden Grabsteine berühmter Personen in den anliegenden Navje-Gedenkpark transferiert. Der Kern dieser Gedächtnisstätte hundert Meter nördlich des Bahnhofs ist ein dreißig Meter langer neoklassizistischer Arkadengang mit hohen Säulen in dessen Rückwand Grabsteine für etwa 30 Personen eingelassen sind. Auch Ressels Grabstein ist hier zu sehen.
Erst Jahre später erfuhren Ressel und seine Erfindung eine posthume Würdigung. Heute gilt er als der berühmteste österreichisch-böhmische Forstmann.

### Weitere Erfindungen
Ähnlich der Schiffsschraube entwickelte Ressel Windmühlen mit einer senkrechten Welle, die das Windrad von der Windrichtung unabhängig machen sollte. Damit wollte er in Ägypten die Hochebenen am Nil bewässern.
Weniger bekannt ist, dass er unter anderem ein Rohrpost-System entwickelte, das er schon 1827 begann und 1847 zur Reife brachte. Auf dem Gebiet der Chemie erfand er eine neuartige Methode zur Seifenherstellung und ein Heizmittel für Dampfmaschinen. Er erhielt auch 1829 das erste österreichische Patent für das Rollenlager, einen Vorläufer des Kugellagers.

## Familie
Auf einer Dienstreise lernte er Jakobine Orebić (auch Jakomina Orebich) aus Bakar (Buccari) kennen, die er nach wenigen Wochen am 31. Oktober 1821 heiratete. Sie gebar bald ein Kind, insgesamt hatten sie drei Kinder. Jakobine starb am 29. Dezember 1826 an Tuberkulose. Auch das jüngste Kind, ein Mädchen, starb bald nach der Mutter.
Um seine Kinder kümmerte sich Terezija Kastelic (auch Therese Kastelec) aus Višnja Gora (Weichselburg), die er später heiratete und mit der er weitere sieben Kinder hatte. Terezija verstarb am 31. März 1872 in Graz.

500 Schilling Banknote (1966) mit Porträt von Josef Ressel

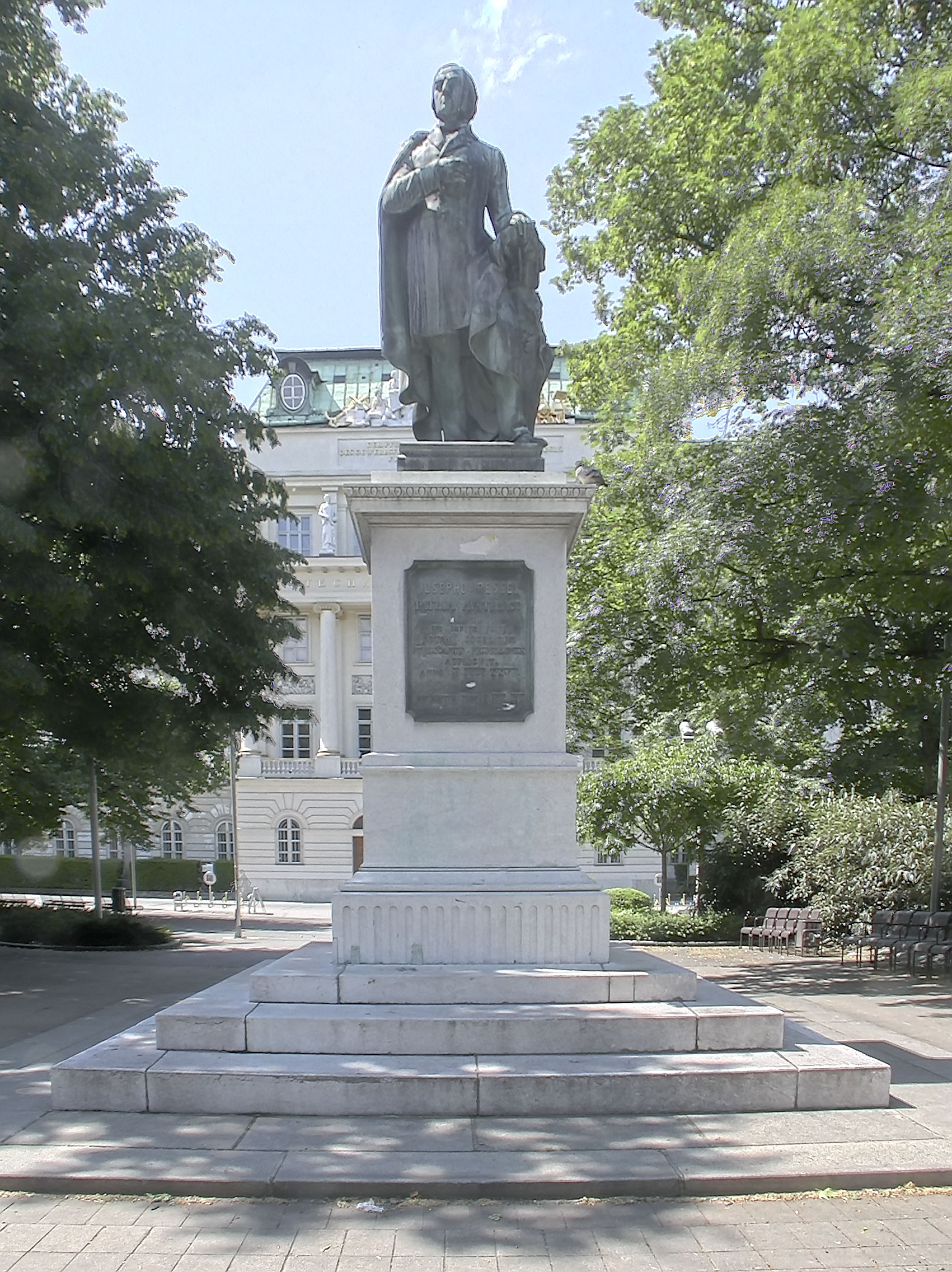
Das Ressel-Denkmal im Resselpark, Wien 4.

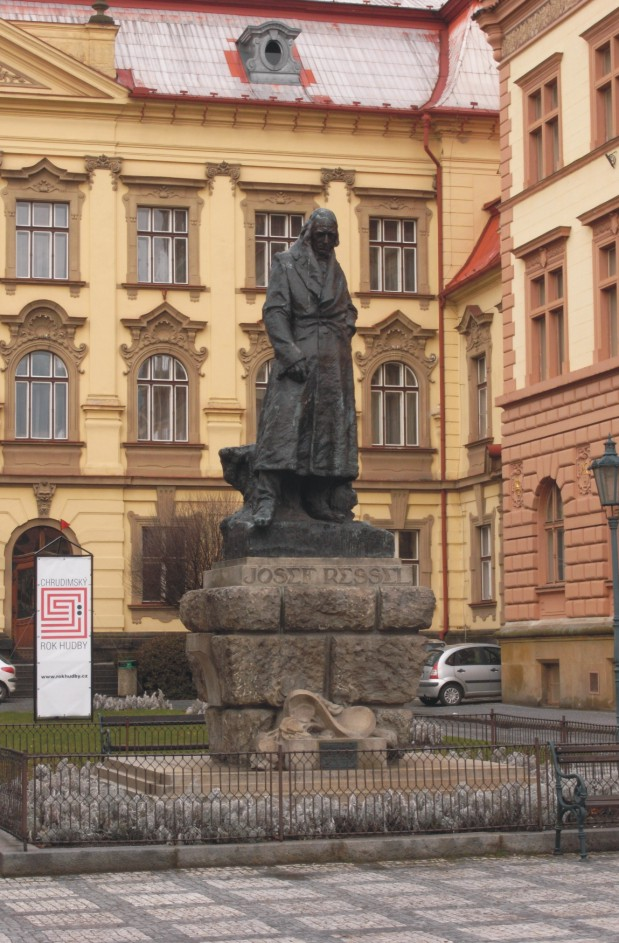
Denkmal für Ressel in Chrudim

## Würdigung
Der tschechische Schriftsteller Zdeněk Pluhař setzte Ressel mit dem Roman Die Bronzespirale (1957) ein literarisches Denkmal. In Wien wurde der am Karlsplatz angelegte Resselpark nördlich des Hauptgebäudes der Technischen Universität nach ihm benannt, wo ihm zu Ehren 1863 das ursprünglich für Triest bestimmte Denkmal gesetzt wurde. Im 14. Wiener Gemeindebezirk, nahe der ehemaligen Forstakademie (heute Bundesforschungs- und Ausbildungszentrum für Wald, Naturgefahren und Landschaft, BFW) wurde die Josef-Ressel-Straße nach ihm benannt. Ein Denkmal (Stele mit Inschriften (Schreibweise: „Joseph“), Zierplakette mit Schiffsschraube und Anker und obenauf Bronzebüste) stand bis 2015 im ehemaligen forstbotanischen Garten der Forstakademie (heute Versuchsgarten Mariabrunn des BFW und in Wien 14), erinnert an seine Zeit (bis 1816 oder 1817) als Mariabrunner Forstzögling und wurde 2015 zur Forstlichen Ausbildungsstätte Ort in Gmunden, Johann-Orth-Allee 16 (am Traunsee nahe Insel-Schloss Ort) transferiert. Im Jahr 1862 wurde in Wieden (4. Bezirk) die kleine Gasse westlich zum Hauptgebäude der TU Wien Resselgasse benannt.
Auch eine Quergasse der Waagner-Biro-Straße in Graz-Gösting heißt Resselgasse, weitere gibt es in Weiz und Oberwart; in Dornbirn und Hohenems. Eine Resselstraße findet sich in Linz-Ebelsberg, in Innsbruck (am Inn), in St. Pölten, Tulln an der Donau, Wöllersdorf, Wolkersdorf im Weinviertel, Sierning, in Villach; Kirchdorf an der Krems, Marchtrenk, Schwanenstadt; eine Josef-Ressel-Gasse in Kindberg, ein Josef-Ressel-Weg in Leibnitz. Ein Resselweg liegt in Velden am Wörther See, eine Josef-Ressel-Gasse in Fohnsdorf und in St. Stefan ob Leoben. Josef-Ressel-Straßen gibt es in Salzburg, Klagenfurt, Attnang-Puchheim und Steyr.
In Deutschland gibt es eine Josef-Ressel-Straße in München, in Bischofswiesen und in Eicklingen, eine Resselstraße in Recklinghausen und Ketsch, einen Resselsteig in Berlin, einen Resselweg in Flensburg, Markgröningen und Ottobrunn (nächst München). In der Südtiroler Landeshauptstadt Bozen besteht eine Josef-Ressel-Straße im Stadtviertel Oberau-Haslach.
Die Resljova cesta in Ljubljana erinnert an den Erfinder. In der slowenischen Küstenstadt Piran trägt eine Gasse seinen Namen, außerdem der Platz vor dem Stadttor von Motovun in Kroatien. In Triest finden sich gleich zwei Straßennamen: die Via Josip Ressel gibt es unweit des Industriehafens im Südosten der Stadt, die Via Giuseppe Ressel unweit des Hafen-Güterbahnhofs näher zum Zentrum. Die Via Giuseppe Ressel in Gorizia am Isonzo, liegt 20 Kilometer nordwestlich von Triest. Ressel Avenue Anchorage, Alaska und Ressel Lane, Rocky Mount, Missouri (unmittelbar am See) sind zwei Vorkommen in den USA.
Das Gymnasium in Chrudim, dem Geburtsort Ressels (heute Tschechische Republik), trägt seinen Namen. Ferner steht auf dem Platz vor dem Heimatmuseum von Chrudim eine überlebensgroße Bronzestatue auf einem Granitsockel. Dieses Denkmal wurde von Ladislav Šaloun im Jahr 1924 geschaffen. Das Museo del Mare (Seemuseum) in Triest, das bedeutende Exponate aus dem ehemaligen Marinemuseum des k.u.k. Seearsenals aus Pola/Pula übernommen hat, widmet einen Raum dem Wirken Josef Ressels und seiner Erfindung des Schiffspropellers.
Seine schiffbautechnischen Leistungen wurden auch in der DDR gewürdigt. So trug die Betriebsberufsschule (BBS) des VEB Roßlauer Schiffswerft in Roßlau (Elbe) den Namen Josef Ressel.
Das Bildnis Ressels ist auf der 500-Schilling-Banknote von 1966 zu sehen. Auf der Rückseite ist eine Darstellung des von einer Resselschraube angetriebenen Dampfschiffs Civetta.
Die Reihe Geniale Forscher und Erfinder innerhalb der ZDF-Serie Terra X widmet der Testfahrt der Civetta 2009 den Film Verrat in Triest: Testfahrt mit Schrecken.
Am 19. Februar 2016 erschien von der Österreichischen Post eine 80-Cent-Sonderbriefmarke Österreichische Erfindungen – Schiffsschraube von Josef Ressel, gestaltet von David Gruber. Der in den Niederlanden gedruckte Kleinbogen mit zehn Marken weist auf den Randleisten verschiedene Ansichten von Schiffen und ein Autogrammfaksimile von Ressel auf.
Schon früher sind Briefmarken erschienen: Am 6. Dezember 1936 erschien in Österreich eine dunkelblaue 12(+12)-Groschen-Dauerbriefmarke (als 1. der Serie Erfinder) Josef Ressel – Schraubendampfer Civetta 1829 mit seinem Porträt und dem Schiffsheck mit Schraube im Hintergrund, gestaltet von Wilhelm Dachauer und gestochen von Ferdinand Lorber.
Am 5. Juli 1957 wurde in der Tschechoslowakei eine mittelblaue 60-h-Marke mit ähnlichem Bildmotiv ausgegeben, Dauermarke 3 aus der Serie Erfinder, gestaltet von Jan Mracek, graviert von K. Tondl.
Der Josef-Ressel-Forstpreis für Förster der Stadt Wien und das Josef-Ressel-Zentrum der FH Pinkafeld sind ebenfalls nach ihm benannt.
Im Jahre 2019 berichtete die slowenische Wochenzeitung Dolenjski list von Plänen eines Neubaues der früheren Holzbrücke über den Fluss Krka bei Mršeča vas (nahe Šentjernej). Diese Beton-Stahlkonstruktion soll nach Josef Ressel benannt werden, der in der Nähe erste Versuche mit einem von einem Propeller angetriebenen Boot gemacht haben soll. Diese Schiffsschraube soll dem Bericht nach "angeblich" in der Schmiede der Kartause Pleterje angefertigt worden sein.

## Film
- Verrat in Triest. Dokumentation, Deutschland, 2008, 43 Min., Buch und Regie: Axel Engstfeld, Produktion: ZDF, Reihe: Terra X, Erstsendung: 25. Januar 2009, Inhaltsangabe des ZDF und Online-Video[26]